# Нагрудний знак «За розвиток військового співробітництва»
Відомча заохочувальна відзнака Міністерства оборони України — нагрудний знак «За розвиток військового співробітництва» входила до діючої до 2012 року системи відзнак Міністерства оборони України.

## Історія нагороди
- Відзнака встановлена наказом Міністра оборони України Юрія Єханурова від 21 травня 2008 року № 218.
- 30 травня 2012 року Президент України В. Ф. Янукович видав Указ, яким затвердив нове положення про відомчі заохочувальні відзнаки; міністрам, керівникам центральних органів виконавчої влади, керівникам (командувачам) військових формувань, державних правоохоронних органів було доручено забезпечити в установленому порядку перегляд актів про встановлення відомчих заохочувальних відзнак, приведення таких актів у відповідність із вимогами цього Указу[1]. Протягом 2012–2013 років Міністерством оборони України була розроблена нова система заохочувальних відзнак[2], що вже не містила нагрудного знака «За розвиток військового співробітництва».

## Положення про відзнаку
- Відомчою заохочувальною відзнакою Міністерства оборони України — нагрудним знаком «За розвиток військового співробітництва» нагороджуються особи старшого та вищого офіцерського складу, працівники Збройних Сил України та інші особи за вагомий внесок у справу розвитку співробітництва у військовій сфері, підтримання миру та дружніх стосунків між збройними силами держав.
- Нагородження Відзнакою здійснюється наказом Міністра оборони України (по особовому складу).
- Подання до нагородження Відзнакою здійснюється в порядку, визначеному в Положенні про заохочувальні відзнаки Міністерства оборони України.
- Нагородженому вручаються Відзнака та посвідчення до неї.
- У разі втрати (псування) Відзнаки дублікат не видається.
- Відзнака і посвідчення до неї після смерті нагородженого залишаються в сім'ї померлого як пам'ять.

## Опис відзнаки
- Відомча заохочувальна відзнака Міністерства оборони України — нагрудний знак «За розвиток військового співробітництва» виготовляється з жовтого металу і має форму багатопроменевої зірки з розбіжними променями, у центрі якої у круглому медальйоні вміщено емблему Збройних Сил України на тлі стилізованого зображення земної кулі. Медальйон обрамлено вінком з калинових, дубових, лаврових гілок і військових козацьких атрибутів. Вертикальні та горизонтальні промені зірки залито бордовою емаллю.
- Розмір відзнаки — 50×50 мм.
- Зворотний бік зірки — плоский, з написом «За розвиток військового співробітництва» і вигравіруваним порядковим номером.
- Усі зображення і написи рельєфні.
- Стрічка відзнаки шовкова муарова бордового кольору з поздовжніми смужками синього і жовтого, блакитного, чорного, зеленого та бордового кольорів з країв. Ширина синьої і жовтої смужок — по 3 мм кожна, блакитного, жовтого, чорного, зеленого та бордового кольорів — по 2 мм кожна.

## Порядок носіння відзнаки
- Нагрудний знак «За розвиток військового співробітництва» носять з лівого боку грудей і розміщують після нагрудного знака «За зміцнення обороноздатності»[3].